# ハナ肇の一発大冒険
『ハナ肇の一発大冒険』（はなはじめのいっぱつだいぼうけん）は、1968年に松竹・渡辺プロダクションが制作、公開した山田洋次監督の映画。山田とハナ肇コンビによる「一発シリーズ」の第二弾。倍賞千恵子演じる謎めいた若い美女に心惹かれながら、どこまでも彼女を守り、助けようとする気のいい中年オヤジをハナ肇が演じ、明るく軽快な娯楽喜劇に仕上がっている。

## ストーリー
東京のとある下町商店街で精肉店を営む間貫一は、ある土曜日、外回りの途中で立ち寄ったレストランで、謎の美女と知り合う。ドライブに出た二人は、怪しげな二人組に追われる。京都を目指し、逃げる女に付き合う間。横浜、富士、静岡と、行く先々で事件に巻き込まれる二人。とうとう日本アルプスで殺人犯に命を狙われ・・・。

## スタッフ
- 監督：山田洋次
- 脚本：山田洋次、宮崎晃
- 製作：脇田茂
- 撮影：高羽哲夫
- 美術：重田重盛
- 音楽：坂田晃一
- 照明：青木好文
- 編集：石井厳
- 録音：小尾幸魚
- 調音：佐藤広文
- 監督助手：大嶺俊順
- 装置：川添善治
- 進行：池田義徳
- 現像：東京現像所
- 製作主任：内藤誠
- 映倫：15180
- 松竹・渡辺プロ作品
- スタッフ本編クレジット表記順

## キャスト
- 間貫一：ハナ肇
- 速水亜子：倍賞千恵子
- 謎の女：倍賞美津子（特別出演）
- 真田：入川保則
- 女店員：中村晃子
- 悪漢・兄貴分：石井均
- 杉本マチ子（新人）
- エールフランス事務員：園江梨子
- 間富子：野村昭子
- 間かね：武智豊子
- 近所の奥さん：久里千春
- 殺人犯：北見治一
- エールフランス社員：武内亨
- 武内文平
- 医師：山本幸栄
- 渡辺紀行
- 高島敏郎
- 城戸卓
- 水野皓作
- 谷崎純
- 土田桂司
- 川村禾門
- 村上記代
- 大島章太郎
- 川島照満
- キリン堂：犬塚弘
- 悪漢・弟分：なべおさみ
- だるま堂：桜井センリ
- 本編クレジット表記順